# Чёрная шляпа с перьями
«Чёрная шляпа с перьями» (нем. Der schwarze Federhut) — женский портрет работы австрийского художника Густава Климта. Необычное очарование модели и её модный головной убор сближают картину с другим климтовским портретом незнакомки — «Дамой в шляпе и боа из перьев».
Поясной портрет сидящей дамы в жакете с узкими рукавами и палантине выполнен на холсте прямоугольной формы на белом фоне. Портретируемая полностью соответствует любимому женскому типу Климта: стройная, с запоминающимся лицом, светлой кожей, тёмными глазами, яркими бровями и сияющими красными губами. Её подбородок опирается на ладонь, лицо опущено, взгляд устремлён в сторону. Задумчивая поза несколько не соответствует гигантской шляпе с перьями, которая как будто парит над высокой причёской шатенки. Чтобы отделить белое одеяние дамы от белого фона, Климт применил контур, который ранее не встречался в его работах.
Портрет часто сравнивают с литографиями Анри де Тулуз-Лотрека, которые впервые были продемонстрированы в Вене в 1899 году, но Климт также мог видеть их на Венской художественной выставке 1909 года и во время своей поездки в Париж в том же году. Произведения фовистов участвовали в Венской художественной выставке 1909 года. Как предполагают исследователи творчества Густава Климта, французы сыграли решающую роль в его переходе от «золотого периода» к новому этапу творчества, начавшемуся с таких портретов незнакомок, как «Дама в шляпе и боа из перьев» и «Чёрная шляпа с перьями», чтобы найти новые художественные решения для портрета Меды Примавези или второго портрета Адели Блох-Бауэр.
Портрет находится в частном собрании. В 1910 году «Чёрная шляпа с перьями» демонстрировалась на IX Венецианской биеннале в зале Климта наряду с ещё двумя десятками работ художника. По возвращении из Венеции картина была продана через венскую галерею Митке, эксклюзивно представлявшую Климта, за 5000 крон Рудольфу Калеру.